# 豊竹駒太夫
豊竹 駒太夫（とよたけ こまたゆう）は、義太夫節の太夫。同じ「駒太夫」でも常磐津には「常磐津駒太夫」の名跡がある。

## 初代
（生年不詳 - 安永6年（1777年））
初代竹本大和太夫に憧れ師事したが1733年に死去し豊竹新太夫（後の豊竹備前掾）に師事、その後新太夫状況の折に初代豊竹若太夫（後のと豊竹備前小掾）に譲り弟子になる。1735年に豊竹座に初出座。その後江戸の肥前座でも活躍。美声と裏声は「駒太夫風」と言われ今日にも伝わる。後に実子の生駒太夫（2代目駒太夫）に活躍を機に引退した。
本名または通称を「播磨屋弥三郎」。

## 2代目
（生没年不詳）
初代の子で生駒太夫。1766年の北堀江の市之側に初出座。1776年に2代目駒太夫を襲名。江戸、大坂で活躍。父同様に美声の持ち主だった。播州明石で興行中に病になり1797年ごろに死去。
通称を「藤右衛門」。

## 3代目
（生年不詳 - 弘化3年?（1846年））
大坂の人物。初代豊竹巴太夫の門下。初名を豊竹綾太夫。1809年が初出座。1829年に3代目駒太夫を襲名。後に文駒翁を名乗り隠居する。
通称を「勇兵衛」。

## 4代目
（生年不詳 - 安政5年12月4日（1859年1月7日））
初代豊竹巴太夫の門下。豊竹菊太夫、義花太夫、浪花太夫、小野太夫経て1843年に4代目駒太夫を襲名。
通称を「新兵衛」。

## 5代目
（生年不詳 - 明治20年（1887年）7月11日）本名は岡本弥太郎。俳名は三国。
素人浄瑠璃出身。4代目豊竹巴太夫の門下。三国という名の素人浄瑠璃出身。1849年に豊竹富司太夫の名で初出座。1865年に5代目駒太夫を襲名。

## 6代目
（嘉永元年（1848年） - 大正2年（1913年）7月11日）本名は川崎宗太郎。
5代目駒太夫の門下。豊竹広見太夫から3代目豊竹富太夫を経て1892年に6代目駒太夫を襲名。晩年は浅草に住んだ。

## 7代目
（明治15年（1882年）2月20日 - 昭和16年（1941年）3月31日）本名は辻田万蔵。
幼少の時に病気で失明。富崎春昇に地唄を習うようになる。1887年に3代目富太夫（後の5代目駒太夫）に入門し豊竹小富太夫を名乗る。上京後、豊澤松太郎や初代豊竹呂太夫の陶酔を受ける。1989年に2代目竹本津太夫の預かり弟子で文楽座で初舞台。1902年に4代目豊竹富太夫、1914年に7代目駒太夫を襲名。「仮名手本忠臣蔵」の身売や「恋娘昔八丈」の鈴ヶ森、「国性爺合戦」の楼門などを得意とした。